# اوره‌آندا
اوره‌آندا (به لاتین: Oreanda) یک منطقهٔ مسکونی در اوکراین است که در Yalta Urban Okrug واقع شده‌است. اوره‌آندا ۱٫۳۶ کیلومتر مربع مساحت و ۸۳۵ نفر جمعیت دارد و ۱۹۷ متر بالاتر از سطح دریا واقع شده‌است.